# Valsolda
Valsolda – miejscowość i gmina we Włoszech, w regionie Lombardia, w prowincji Como.
Według danych na rok 2004 gminę zamieszkiwały 1724 osoby, 55,6 os./km².

## Miasta partnerskie
- Węgrów